# Директория (Крым)
Директория — исполнительный орган Курултая крымских татар в декабре 1917— феврале 1918 года, являлась де-факто правительством Крымской Демократической Республики. Разогнана при создании ССР Тавриды. Восстановлена в апреле 1918 года и просуществовала без реальной власти (кроме вопросов религиозного самоуправления) до 9 августа 1919 года по старому стилю, когда генерал ВСЮР Н. Н. Шиллинг распустил её.

## Создание
26 (13) декабря 1917 г. в Бахчисарае Курултай (учредительный съезд) крымских татар сформировал исполнительный орган — Директорию, как национальное правительство, орган самоуправления крымских татар. Сорока голосами против двадцати были избраны пять директоров, членов ЦК партии Милли Фирка. Председателем и директором юстиции был избран Номан Челебиджихан, директором внешних и военных дел — Джафер Сейдамет, директором финансов и вакуфов — Сеитджелиль Хаттатов, директором по делам религии — Амет Шукри; директором народного просвещения — Амет Озенбашлы.
- Директория Крымской народной республики
- Номан Челебиджихан (1885—1918)
- Джафер Сейдамет (1889—1960)
- Сеитджелиль Хаттатов (1874—1938)

Курултай обратился к населению Крыма с «Объявлением крымскотатарского национального правительства». Его основное содержание:

«Крымскотатарское национальное правительство заботится о счастии и спасении не одного только татарского народа; оно считает священной своей обязанностью защиту личной, имущественной безопасности и чести всех своих крымских соотечественников и защиту высоких лозунгов великой революции».

## Деятельность
Как печатные органы использовала в том числе издания Временного Крымско-Мусульманского Исполнительного Комитета — газету «Миллет» на крымскотатарском языке и еженедельник «Голос татар» на русском. Директория действовала согласно «Крымскотатарским основным законам» (действие которых распространялось исключительно на крымских татар), создала штаб для руководства татарскими военными частями, которые размещались в Ялте, Феодосии, Евпатории, Судаке и других городах. Вместе с Советом народных представителей сформировала военные части и «Штаб крымских войск» во главе с Д. Сейдаметом и подполковником В. В. Макухиным. В распоряжении штаба было более 2 тыс. офицеров российской армии.
В начале ноября в Симферополь прибыли первые сотни Крымского конного полка, 17 (30) ноября — запасной полк мусульманского корпуса. Как вспоминает очевидец: «Татары конного полка разъезжали по улицам Симферополя». Общая численность крымскотатарских войск достигала 6 тыс. человек. Был также сформирован крымскотатарский конно-пулемётный и 1-й пехотный полки.
После того как власти Симферополя отказались предоставить Директории помещение, Номан Челебиджихан призвал занять «Народный дом» (ранее — дом губернатора Таврической губернии). 3 января 1918 года помещение было взято сторонниками Директории. Данное событие было критически воспринято как в среде крымских татар, так и других жителей Крыма. Поэтому на следующий день Директория покинула дом, а Челебиджихан в знак протеста подал в отставку.

В начале января 1918 образованный большевиками Крымский областной военно-революционный комитет при поддержке революционных отрядов с Российской СФСР начал боевые действия против Директории. В течение двух недель на полуострове шли ожесточенные бои, которые закончились разгромом войск Директории. 4 февраля (22 января) 1918 Директория была ликвидирована.
С появлением немецких оккупационных властей её деятельность восстановилась в объёме национально-культурной автономии. Она в усечённом объёме существовала при Крымском краевом правительстве. При занятии Крыма войсками ВСЮР 9 августа 1919 года по старому стилю генерал Н. Н. Шиллинг издал приказ о роспуске крымскотатарской Директории и восстановлении Таврического магометанского духовного правления. 12 августа приказ был вручен председателю Сеитджелилю Хаттатову, он в тот же день ответил меморандумом об «унизительности» такого решения для крымскотатарского народа, но подчинился.
23 августа 1919 года здание Директории было занято войсками, прошли обыски и аресты. Под стражей вскоре оказалась все крымскотатарские лидеры: С. Хаттатов, А. Озенбашлы, Халиль Чапчакчи, Абляким Хильми. Их обвиняли одновременно в сепаратизме (желании возродить Крымское ханство), союзе с Турцией и сотрудничестве с большевиками. Газета «Миллет» была закрыта, а после возобновления выпуска перешла под контроль татар-традиционалистов. Партия Милли Фирка перешла в подполье, а в народе усилились симпатии к большевикам.